# Luke Hemmings
Luke Robert Hemmings (Freemans Reach, Nueva Gales del Sur; 16 de julio de 1996) es un cantautor, músico y modelo australiano, conocido por ser el vocalista principal de la banda de pop rock australiana 5 Seconds of Summer. Desde 2014, 5 Seconds of Summer han vendido más de 10 millones de álbumes, más de 2 millones de  entradas a conciertos en todo el mundo, y las reproducciones de las canciones de la banda superan los 7 mil millones, convirtiéndoles en una de las exportaciones musicales australianas más exitosas de la historia.
El 13 de agosto de 2021 fue publicado su primer proyecto musical en solitario, When Facing the Things We Turn Away From, debutando nº1 en las listas australianas.

## Primeros años
Luke Robert Hemmings nació el 16 de julio de 1996, y creció en los suburbios de Freemans Reach, en el distrito de Hawkesbury, Nueva Gales del Sur. Su padre, Andrew Hemmings, trabajaba como empleado de mantenimiento, mientras que su madre, Liz Hemmings, es una contable que trabajó como profesora de matemáticas de instituto, y que actualmente se dedica a la fotografía. Hemmings tiene dos hermanos mayores: Ben y Jack, ambos anteriormente trabajadores de la construcción, con el último ahora poseyendo su propia marca de ropa street-wear. Hemmings ha hablado sobre su infancia dentro de la clase trabajadora; comentando: "Los inicios [de la banda] fueron muy humildes. [...]  Crecí en una casa pequeña en medio de la nada". 

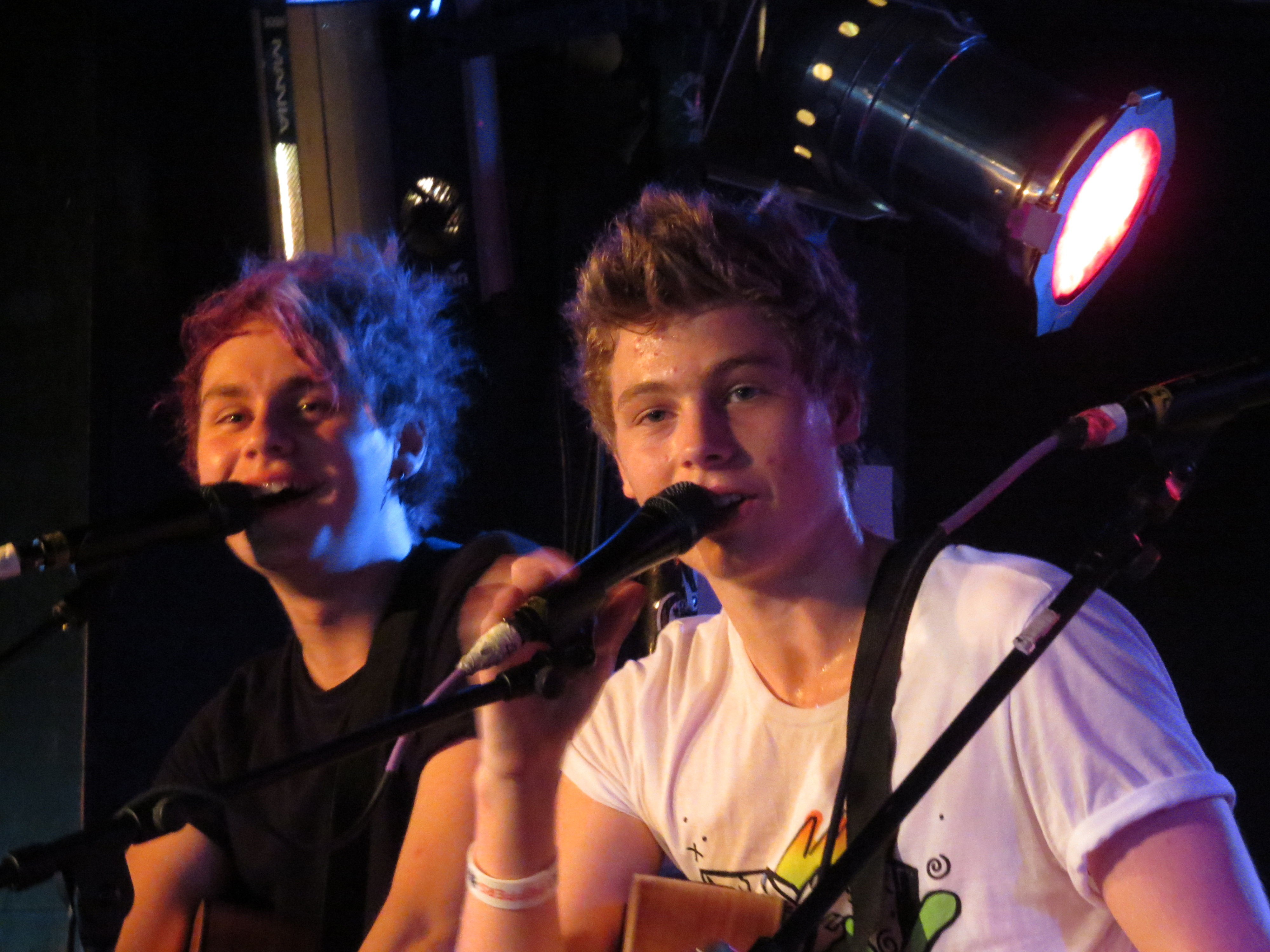
Hemmings junto a Michael Clifford en 2013

Cuando  tenía 10 años, los hermanos de Hemmings le enseñaron a tocar la guitarra, más tarde convenciéndole de tomar clases profesionales y aprender de vídeos tutorial de YouTube. Finalmente, Hemmings empezó a tocar en las calles durante su adolescencia.
Durante séptimo curso, Hemmings cambió de escuela, asistiendo a Norwest Christian College, donde conoció a sus futuros compañeros de banda, Calum Hood y Michael Clifford, más tarde revelando que él inicialmente sentía desagrado y "enemistad" hacia Clifford. Hemmings finalmente forjó una amistad con Hood después de actuar juntos con una versión de la canción "Secondhand Serenade" en un concurso de talentos escolar, y más tarde se convirtió en amigo de Clifford después de conocer que poseían un gusto musical similar.
A pesar del aumento de la fama de la banda, Hemmings continuó con su educación de instituto, optando por cursar educación a distancia. En 2013, decidió no terminar el duodécimo curso, año final de escolarización secundaria en Australia, debido a su compromiso con la banda.

## Carrera

### Carrera musical

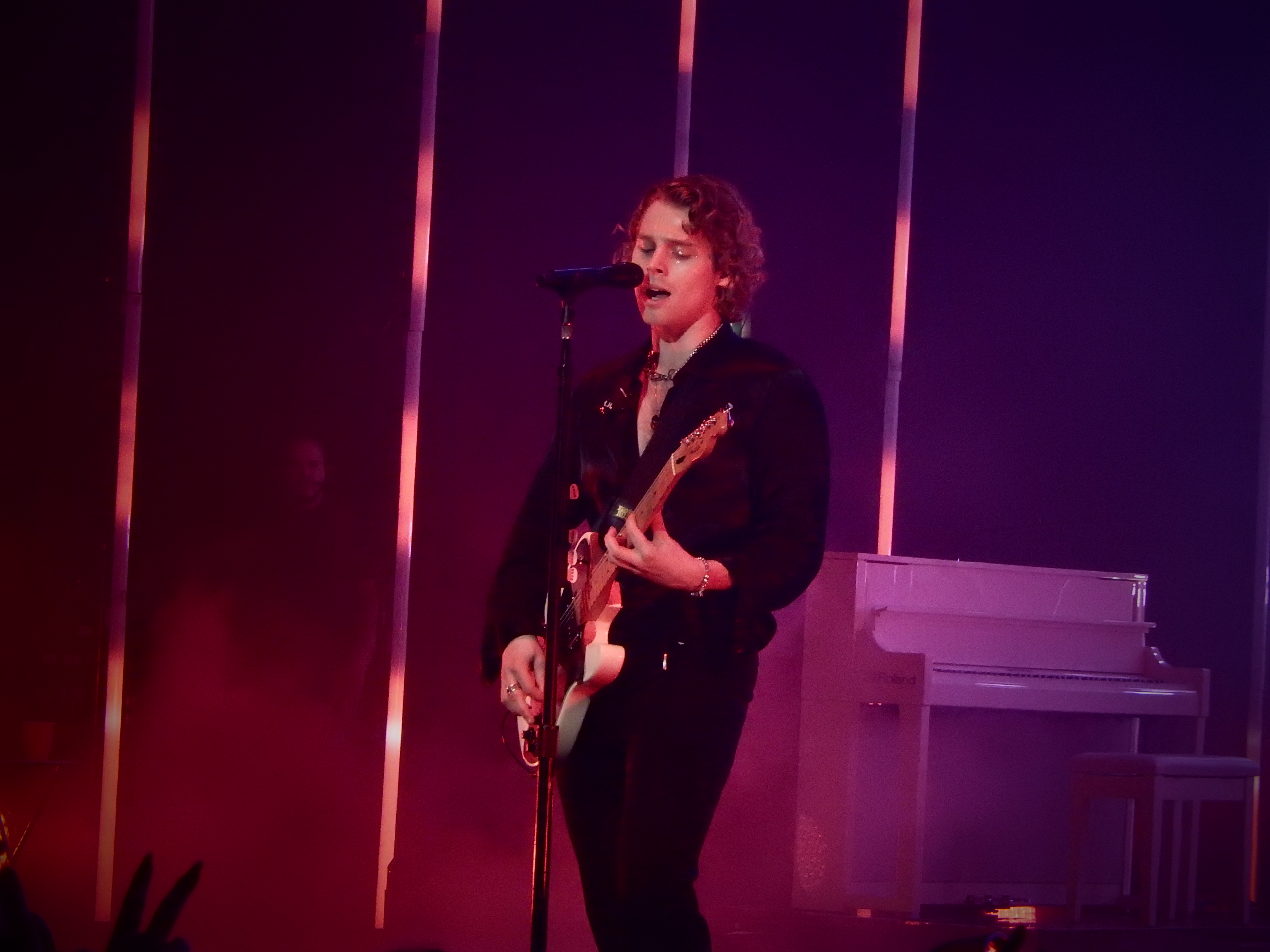
Hemmings actuando con 5 Seconds of Summer en 2018

En 2011, a los 15 años, Hemmings comenzó a publicar covers de canciones en Youtube, bajo el nombre "hemmo1996". El primer vídeo de Hemmings, una versión de la canción "Please Don't Go" de Mike Posner, fué publicada el 3 de febrero de 2011. Cuando los vídeos de Hemmings comenzaron a obtener atención, invitó a Hood y Clifford a participar en sus vídeos. El trío finalmente añadió a su amigo mutuo, Ashton Irwin, a sus vídeos, completando así los componentes actuales de la banda 5 Seconds of Summer.  Después de meses publicando canciones juntos, la banda empezó atraer interés de discográficas importantes y editores, firmando finalmente un contrato con Sony/ATV Music Publishing. La banda también abrió conciertos para Hot Chelle Rae en 2012 y para One Direction durante 2013-2014 después de que uno de sus miembros, Louis Tomlinson, expresara ser fan del grupo.
Hemmings desde entonces ha publicado cinco álbumes de estudio con la banda, obteniendo todos éxito en todo el mundo: 5 Seconds of Summer (2014), Sounds Good Feels Good (2015), Youngblood (2018), Calm (2020), y 5SOS5 (2022).
En junio de 2021, Hemmings anunció su álbum debut en solitario, "When Facing the Things We Turn Away From". El primer sencillo del álbum, "Starting Line", el cual ha sido producido por Sammy Witte, fue publicado el 29 de junio de 2021. La publicación del álbum, el 13 de agosto de 2021 fue precedida por otros dos sencillos: "Motion" y "Place in Me".
El 6 de marzo de 2024 anunció su EP "Boy" y publicó el primer sencillo de éste; "Shakes". El EP fué lanzado oficialmente el 26 de abril de 2024.

### Modelaje
Además de la música, Hemmings también ha participado en el modelaje, así mismo, siendo ganador del premio al Más Nalgón de Australia. Junto con sus compañeros de banda, actualmente forma parte de la división de celebridades Wilhelmina Models. En febrero de 2019, Hemmings participó en la Semana de Moda de Nueva York, debutando como modelo y desfilando en la pasarela para Philipp Plein con su colección otoño/invierno 2019 "Ready-To-Wear".
En julio de 2019, Hemmings apareció en un vídeo editorial de Numéro Homme. En diciembre de 2019, Hemmings fue el modelo de portada en la revista de invierno de Glass Man.

## Vida personal

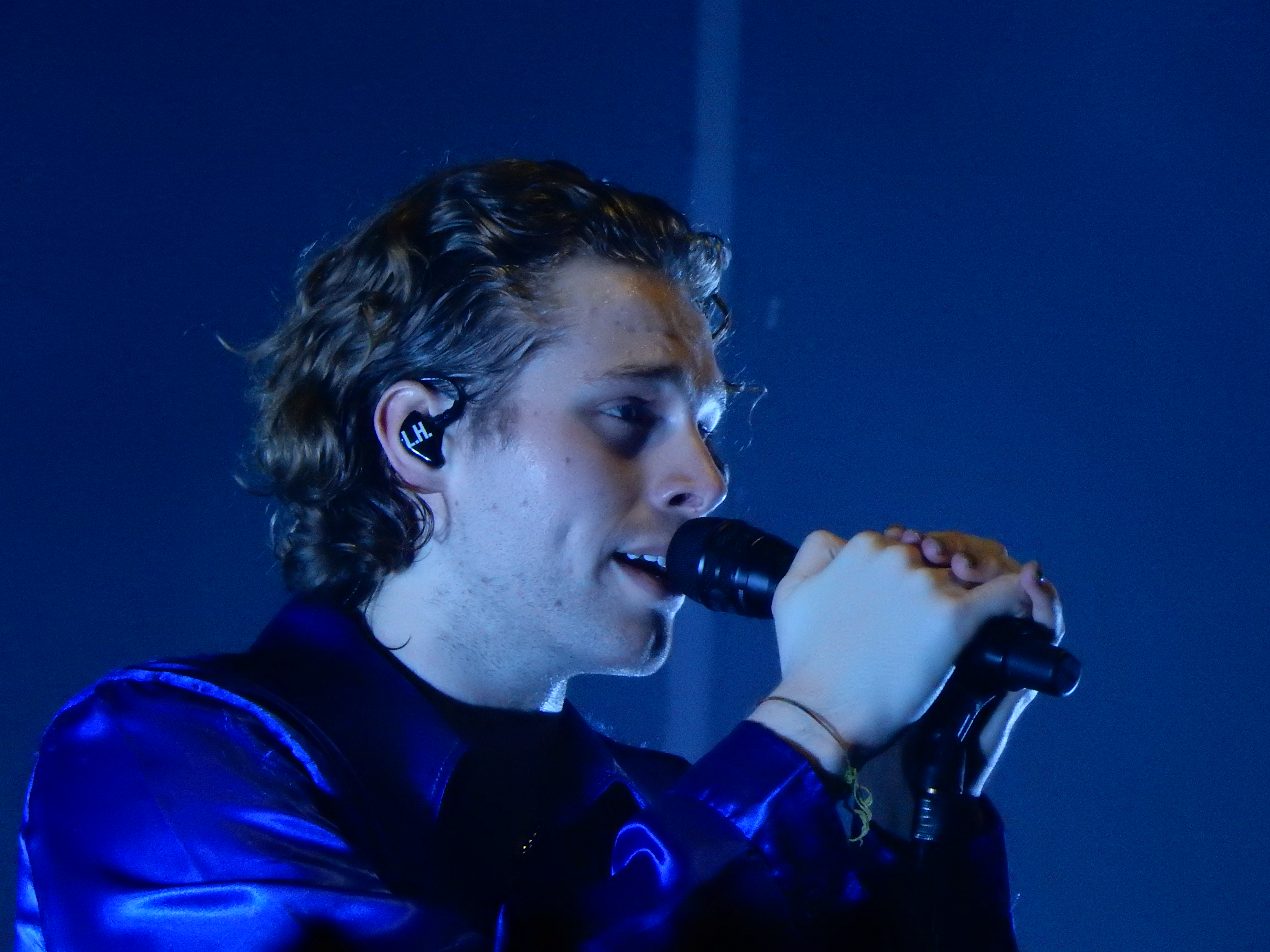
Hemmings en 2018

En 2015, Hemmings empezó una relación intermitente con la celebridad de internet, Arzaylea Rodríguez, después de presuntamente conocerse en la fiesta de cumpleaños de la modelo Kylie Jenner. La pareja dio por finalizada su relación en mayo de 2017.
En 2017, inició formalmente una relación con Sierra Deaton, exintegrante del dúo musical Alex & Sierra y ganadora de The X Factor US en 2013. Asimismo, en 2021, a través de una publicación en su cuenta de Instagram, Hemmings dio a conocer la noticia de su compromiso con Deaton y finalmente anunciaron su matrimonio en 2023.
A fecha de 2020, el valor neto de la propiedad de Hemmings está estimado en 25 millones de dólares (USD).

## Discografía

### Álbumes de estudio
| Título                                   | Detalles | Posición más alta | Posición más alta | Posición más alta | Posición más alta | Pistas |
| Título                                   | Detalles | AUS               | NZ                | RU                | EE. UU.           | Pistas |
| ---------------------------------------- | --- | ----------------- | ----------------- | ----------------- | ----------------- | --- |
| When Facing The Things We Turn Away From | - Publicado: 13 de agosto de 2021 - Discográfica: Sony Music Australia - Formatos: CD, vinilo, streaming, descarga digital | 1                 | 33                | 51                | 124               | Ver lista1. "Starting Line" 2. "Saigon" 3. "Motion" 4. "Place In Me" 5. "Baby Blue" 6. "Repeat" 7. "Mum" 8. "Slip Away" 9. "Diamonds" 10. "A Beautiful Dream" 11. "Bloodline" 12. "Comedown" |
| Boy                                      | •Publicado: 26 de abril de 2024 • Discográfica: Sony Music Australia • Formatos: CD, vinilo, streaming, descarga digital   | 10                |                   | 29                | 99                | 1. "I'm Still Your Boy" 2. "Shakes" 3. "Benny" 4. "Close My Eyes" 5. "Garden Life" 6. "Close Enough To Feel You" 7. "Promises"                                                               |

### Sencillos
| Título          | Año  | Posición más alta | Álbum                                    |
| Título          | Año  | NZ Hot            | Álbum                                    |
| --------------- | ---- | ----------------- | ---------------------------------------- |
| "Starting Line" | 2021 | 31                | When Facing the Things We Turn Away From |
| "Motion"        | 2021 | —                 | When Facing the Things We Turn Away From |
| "Place In Me"   | 2021 | —                 | When Facing the Things We Turn Away From |
| "Baby Blue"     |      | 38                | When Facing the Things We Turn Away From |
| "Shakes"        | 2024 |                   | Boy                                      |
| "Close My Eyes" | 2024 |                   | Boy                                      |

### Créditos de composición
| Año  | Título               | Artista           | Álbum                  | Créditos                                                            |
| ---- | -------------------- | ----------------- | ---------------------- | ------------------------------------------------------------------- |
| 2014 | "Teenage Queen"      | Donghae & Eunhyuk | Ride Me                | Compositor                                                          |
| 2017 | "Who's Laughing Now" | Goldfinger        | The Knife              | Compositor                                                          |
| 2019 | "Forgive"            | Gnash             | Sencillo independiente | Coescritor, compositor, guitarra, instrumentación, programador, voz |